# Plattengraben (Haggraben)
Der Plattengraben ist ein rechter, periodischer Zufluss des Haggrabens im Landkreis Aschaffenburg im bayerischen Spessart.

## Verlauf
Der Plattengraben entspringt südwestlich von Rückersbach am Plattenberg, in der Nähe der Dettinger Hütte. Er verläuft in westliche Richtung. Nördlich vom Häuserackerhof versickert er kurz bevor er den Wald verlässt. Unterhalb der Versickerung besteht kein festes Bachbett mehr. Nur nach Starkregen oder der Schneeschmelze schafft es der Plattengraben den Haggraben zu erreichen.
Der Plattengraben war zeitweise ein Zufluss des Mains, der einst im heute vom Haggraben durchzogenen Urmaintal floss.

## Einzelnachweise

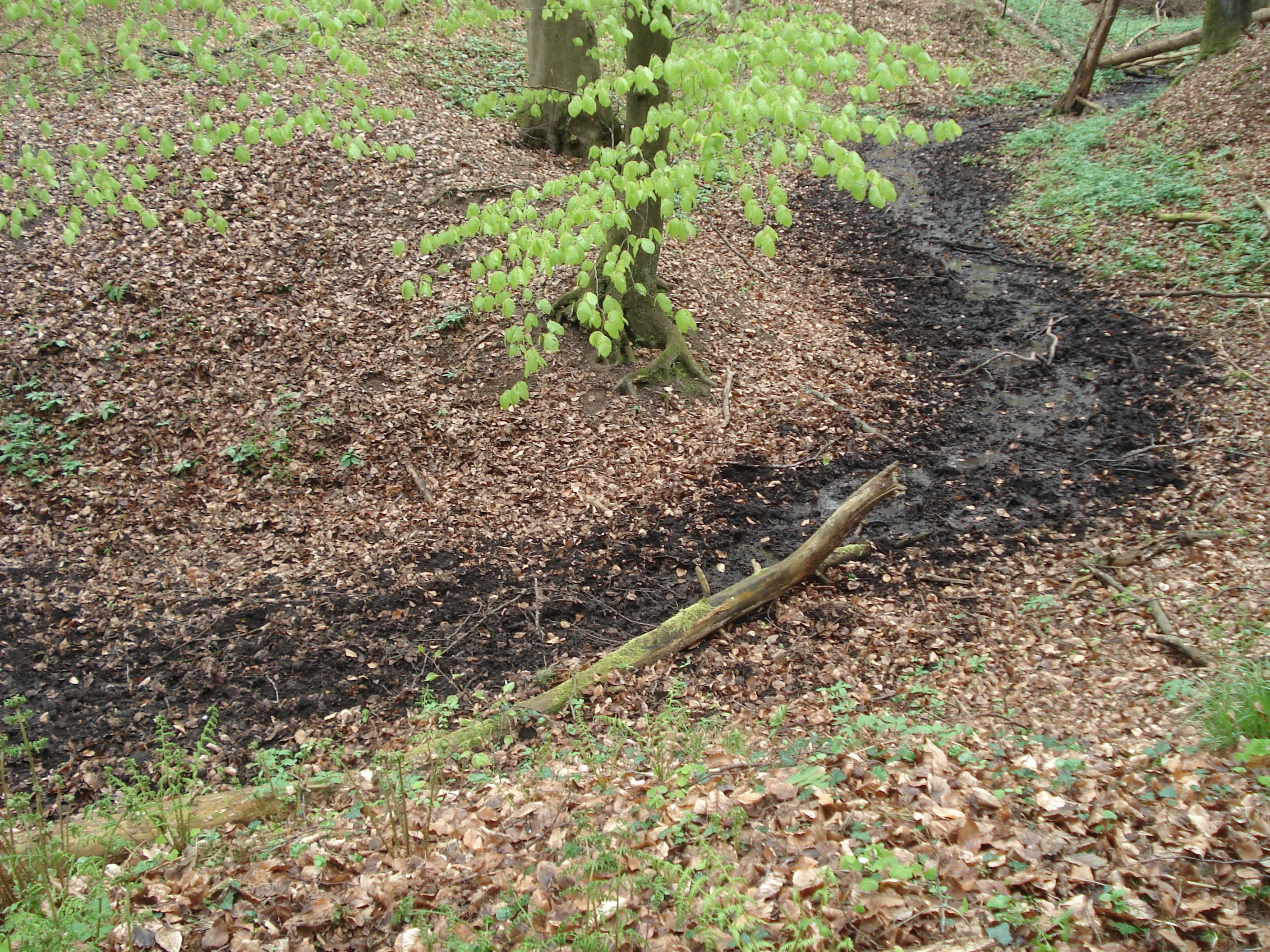
Versickerung